# Under Suspicion (film fra 1919)
Under Suspicion er en britisk stumfilm fra 1919 af Walter West.

## Medvirkende
- Horace Hunter som Paul Holt
- Hilda Bayley som Nada
- Jack Jarman
- Cameron Carr som Vasiloff
- Arthur Walcott som Peter Kharolff